# Alessandro Della Valle
Alessandro Della Valle, né le 8 juin 1982 à Saint-Marin, est un footballeur international saint-marinais, qui évolue au poste de défenseur. Il est le grand frère d'Alex Della Valle (en).

## Biographie

### Carrière en club
Comme la très grande majorité des membres de l'équipe de Saint-Marin, la carrière footballistique de Della Valle est en qualité d'amateur. En plus de sa carrière sur le terrain, il est également travailleur de bureau dans une entreprise de céramique.

### Carrière internationale
Alessandro Della Valle compte 58 sélections et 1 but avec l'équipe de Saint-Marin depuis 2002.
Il est convoqué pour la première fois par le sélectionneur national Giampaolo Mazza pour un match amical contre l'Estonie le 21 mai 2002. Il entre à la 77e minute de la rencontre, à la place de Michele Marani (défaite 1-0).
Par la suite, le 10 septembre 2013, il inscrit son premier but marqué de la tête en sélection contre la Pologne, lors d'un match des éliminatoires de la Coupe du monde 2014 (défaite 5-1). Ce but, seulement le quinzième de la sélection dans un match compétitif, est le premier but marqué par Saint-Marin depuis celui d'Andy Selva cinq ans aurapavant dans le cadre des éliminatoires de la Coupe du monde de 2010.